# EXO의 음반 외 활동 목록
다음은 대한민국 남자 음악 그룹 EXO의 음반 외 활동 목록이다. EXO는 SM 엔터테인먼트 소속의 9인조 다국적 남성 음악 그룹이다. 대한민국에서 활동하는 EXO-K와 중국에서 활동하는 EXO-M으로 2012년 4월 8일 미니앨범 MAMA로 데뷔했다.

## 뮤직 비디오
| 년도 | 뮤직 비디오                          | 앨범                               | 출연          | 언어   | 공식 비디오       | 참고                                                                       |
| ---- | ------------------------------------ | ---------------------------------- | ------------- | ------ | ----------------- | -------------------------------------------------------------------------- |
| 2012 | "What Is Love"                       | MAMA                               | EXO-K         | 한국어 | 유투브            | 첫 번째 프롤로그 싱글                                                      |
| 2012 | "What Is Love"                       | MAMA                               | EXO-M         | 중국어 | 유투브            | 첫 번째 프롤로그 싱글                                                      |
| 2012 | "History"                            | MAMA                               | EXO-K         | 한국어 | 유투브            | 두 번째 프롤로그 싱글                                                      |
| 2012 | "History"                            | MAMA                               | EXO-M         | 중국어 | 유투브            | 두 번째 프롤로그 싱글                                                      |
| 2012 | "MAMA"                               | MAMA                               | EXO-K         | 한국어 | 유투브            | 데뷔 미니앨범                                                              |
| 2012 | "MAMA"                               | MAMA                               | EXO-M         | 중국어 | 유투브            | 데뷔 미니앨범                                                              |
| 2012 | "Dear My Family"                     | I AM.오리지날 사운드 트랙          | SM TOWN       | 한국어 | 유투브            | 백현, 디오, 루한, 첸 참여                                                  |
| 2012 | "Maxstep"                            | PYL Younique Volume 1              | Younique Unit | 한국어 | 유투브            | 카이, 루한 참여                                                            |
| 2013 | "늑대와 미녀 (Wolf)"                 | XOXO                               | EXO           | 한국어 | 유투브            | 첫 정규앨범 타이틀곡                                                       |
| 2013 | "늑대와 미녀 (Wolf)"                 | XOXO                               | EXO           | 중국어 | 유투브            | 첫 정규앨범 타이틀곡                                                       |
| 2013 | "으르렁 (Growl)"                     | XOXO                               | EXO           | 한국어 | - 버전 1 - 버전 2 | 리패키지 타이틀곡                                                          |
| 2013 | "으르렁 (Growl)"                     | XOXO                               | EXO           | 중국어 | - 버전 1 - 버전 2 | 리패키지 타이틀곡                                                          |
| 2013 | "12월의 기적 (Miracles In December)" | 12월의 기적 (Miracles In December) | EXO           | 한국어 | 유투브            | 겨울 스폐셜 앨범 한국어 버전: 디오, 백현, 첸 & 중국어 버전: 루한, 첸, 백현 |
| 2013 | "12월의 기적 (Miracles In December)" | 12월의 기적 (Miracles In December) | EXO           | 중국어 | 유투브            | 겨울 스폐셜 앨범 한국어 버전: 디오, 백현, 첸 & 중국어 버전: 루한, 첸, 백현 |
| 2014 | "중독 (Overdose)"                    | 중독 (Overdose)                    | EXO           | 한국어 | 유투브            | 두 번째 미니앨범                                                           |
| 2014 | "중독 (Overdose)"                    | 중독 (Overdose)                    | EXO           | 중국어 | 유투브            | 두 번째 미니앨범                                                           |
| 2015 | "CALL ME BABY"                       | EXODUS                             | EXO           | 한국어 | 유투브            | 두 번째 정규앨범                                                           |
| 2015 | "CALL ME BABY"                       | EXODUS                             | EXO           | 중국어 | 유투브            | 두 번째 정규앨범                                                           |
| 2015 | "LOVE ME RIGHT"                      | LOVE ME RIGHT                      | EXO           | 한국어 | 유투브            | 두 번째 리패키지                                                           |
| 2015 | "LOVE ME RIGHT"                      | LOVE ME RIGHT                      | EXO           | 중국어 | 유투브            | 두 번째 리패키지                                                           |
| 2015 | "LIGHTSABER"                         | LIGHTSABER                         | EXO           | 한국어 | 유투브            | 스타워즈 콜라보레이션 프로젝트 백현, 카이, 세훈 참여                       |
| 2015 | "LIGHTSABER"                         | LIGHTSABER                         | EXO           | 중국어 | 유투브            | 스타워즈 콜라보레이션 프로젝트 백현, 카이, 세훈 참여                       |
| 2015 | "Sing For You"                       | SING FOR YOU                       | EXO           | 한국어 | 유투브            | 두 번째 겨울 스페셜 앨범                                                   |
| 2015 | "Sing For You"                       | SING FOR YOU                       | EXO           | 중국어 | 유투브            | 두 번째 겨울 스페셜 앨범                                                   |
| 2016 | "Lucky One"                          | EX'ACT                             | EXO           | 한국어 | 유투브            | 세 번째 정규앨범                                                           |
| 2016 | "Lucky One"                          | EX'ACT                             | EXO           | 중국어 | 유투브            | 세 번째 정규앨범                                                           |
| 2016 | "Monster"                            | EX'ACT                             | EXO           | 한국어 | 유투브            | 세 번째 정규앨범                                                           |
| 2016 | "Monster"                            | EX'ACT                             | EXO           | 중국어 | 유투브            | 세 번째 정규앨범                                                           |
| 2016 | "Lotto"                              | LOTTO                              | EXO           | 한국어 | 유투브            | 세번째 리패키지                                                            |
| 2016 | "Lotto"                              | LOTTO                              | EXO           | 중국어 | 유투브            | 세번째 리패키지                                                            |
| 2016 | "Dancing King"                       | Dancing King                       | EXO, 유재석   | 한국어 | 유투브            | SM STANTION 유재석 콜라보레이션                                            |
| 2016 | "For Life"                           | For Life                           | EXO           | 한국어 | 유투브            | 세 번째 겨울 스페셜 앨범 수호, 찬열, 카이 참여                             |
| 2016 | "For Life"                           | For Life                           | EXO           | 중국어 | 유투브            | 세 번째 겨울 스페셜 앨범 수호, 찬열, 카이 참여                             |
| 2017 | "Ko Ko Bop"                          | The War                            | EXO           | 한국어 | 유투브            | 네 번째 정규앨범                                                           |
| 2017 | "Ko Ko Bop"                          | The War                            | EXO           | 중국어 | 유투브            | 네 번째 정규앨범                                                           |
| 2017 | "Power"                              | The Power of Music                 | EXO           | 한국어 | 유투브            | 네 번째 리패키지                                                           |

### 게스트 출연
| 년도 | 뮤직 비디오                              | 앨범              | 아티스트        | 출연                   | 언어   | 공식 비디오 | 참고 |
| ---- | ---------------------------------------- | ----------------- | --------------- | ---------------------- | ------ | ----------- | ---- |
| 2008 | "하하하송"                               | 빈칸              | 동방신기        | 수호, 찬열, 카이       | 한국어 | 빈칸        |      |
| 2010 | 소원을 말해봐 (Genie)                    | GIRLS' GENERATION | 소녀시대        | 찬열                   | 일본어 | 유투브      |      |
| 2012 | "Twinkle"                                | Twinkle           | 소녀시대-태티서 | 백현, 찬열, 카이, 세훈 | 한국어 | 유투브      |      |
| 2013 | "촌스럽게 왜 이래 (You Don't Know Love)" | Will In Fall      | 케이윌          | 찬열                   | 한국어 | 유투브      |      |
| 2013 | "너만 없다"                              | 너만 없다         | JIN             | 시우민                 | 한국어 | 유투브      |      |

### 데뷔 티저
- 2011년 12월 22일 《카이》 티저, 배경 곡 《MY LADY》.
- 2011년 12월 27일 《루한 & 카이》 티저, 배경 곡 《TIME CONTROL》.
- 2011년 12월 27일 《Tao》 티저, 배경 곡 《METAL》.
- 2011년 12월 29일 《Chen》 티저, SBS 《가요대전》 출연.

- 2012년 1월 3일 《카이》 티저, 배경 곡 《MACHINE》.
- 2012년 1월 6일 《카이》 티저, 배경 곡 《LIGHTSABER》.
- 2012년 1월 9일 《세훈 & 카이》 티저, 배경 곡 《RUN & GUN》.
- 2012년 1월 10일 《세훈》 티저
- 2012년 1월 11일 《세훈》 티저, 배경 곡 《BLACK PEARL》.
- 2012년 1월 12일 《세훈 & 루한》 티저, 배경 곡 《너의 세상으로(Angel)》.
- 2012년 1월 17일 《레이》 티저, 배경 곡 《PHOENIX》.
- 2012년 1월 25일 《시우민 & 카이》 티저, 배경 곡 《LET OUT THE BEAST》.
- 2012년 1월 27일 《레이 & 카이》 티저, 배경 곡 《Two Moons (피쳐링. 키 of 샤이니)》 .
- 2012년 1월 30일 《What Is Love》뮤직 비디오 공개(한국어 & 중국어 버전)

《디오 & 백현》
- 2012년 2월 7일 《세훈》 티저, 배경 곡 《What Is Love》.
- 2012년 2월 9일 《카이》 티저, 배경 곡 《What Is Love》.
- 2012년 2월 14일 《타오》 티저, 배경 곡 《METAL》.
- 2012년 2월 15일 《디오 & 수호》 티저, 배경 곡 《REFLECTION I》(송광식 피아노 연주).
- 2012년 2월 16일 《크리스》 티저, 배경 곡 《너의 세상으로(Angel)》.
- 2012년 2월 17일 《카이》 티저, 배경 곡 《EMERGENCY》.
- 2012년 2월 21일 《레이 & 첸 & 백현》 티저, 배경 곡 《Beautiful》.
- 2012년 2월 22일 《찬열》 티저, 배경 곡 《EL DORADO》.
- 2012년 2월 29일 《카이》 티저, 배경 곡 《Baby Don't Cry》
- 2012년 3월 1일 《세훈 & 레이》 티저, 배경 곡 《너의 세상으로(Angel)》
- 2012년 3월 2일 《카이》 티저, 배경 곡 《너의 세상으로(Angel)》.
- 2012년 3월 9일 《History》 뮤직비디오 공개, 한국어 & 중국어 버전
- 2012년 3월 24일 《EXO 쇼케이스 프로모션 홍보》.
- 2012년 3월 31일 《MAMA》 데뷔 미니앨범 뮤직비디오 공개.

## 기타 비디오
| 년도 | 제목            | 출연        | 언어   | 공식 비디오               | 참고                                                                                   |
| ---- | --------------- | ----------- | ------ | ------------------------- | -------------------------------------------------------------------------------------- |
| 2013 | EXO 뮤직 드라마 | EXO, 윤소희 | 한국어 | - 에피소드 1 - 에피소드 2 | 정규앨범 《XOXO》 타이틀곡 "늑대와 미녀(Wolf)", "으르렁(Growl)" 드라마 버전 뮤직비디오 |
| 2013 | EXO 뮤직 드라마 | EXO, 윤소희 | 중국어 | - 에피소드 1 - 에피소드 2 | 정규앨범 《XOXO》 타이틀곡 "늑대와 미녀(Wolf)", "으르렁(Growl)" 드라마 버전 뮤직비디오 |

## MC

### 라디오 프로그램
게스트로 출연한 경우는 제외한다.
| 날짜            | 방송사     | 프로그램                        | 출연                     |
| --------------- | ---------- | ------------------------------- | ------------------------ |
| 2013년 7월 12일 | MBC 표준FM | 《신동의 심심타파》             | 찬열, 시우민 (스페셜 DJ) |
| 2013년 7월 14일 | MBC 표준FM | 《신동의 심심타파》             | 수호, 디오 (스페셜 DJ)   |
| 2013년 7월 14일 | KBS 2FM    | 《슈퍼주니어의 키스 더 라디오》 | 백현, 첸 (스페셜 DJ)     |
| 2013년 9월 16일 | KBS 2FM    | 《슈퍼주니어의 키스 더 라디오》 | 백현, 첸 (스페셜 DJ)     |
| 2013년 9월 16일 | MBC 표준FM | 《윤하의 별이 빛나는 밤에》     | 수호, 찬열 (스페셜 DJ)   |
| 2013년 11월 5일 | MBC 표준FM | 《신동의 심심타파》             | 레이, 시우민 (스폐셜 DJ) |
| 2013년 11월 7일 | KBS 2FM    | 《슈퍼주니어의 키스 더 라디오》 | 수호, 카이 (스페셜 DJ)   |
| 2015년 5월 3일  | KBS 2FM    | 《케이팝 플래닛》               | 첸, 디오 (스페셜 DJ)     |
| 2015년 10월 7일 | SBS 파워FM | 《이국주의 영스트리트》         | 카이 (스페셜 DJ)         |
| 2016년 1월 11일 | KBS 2FM    | 《슈퍼주니어의 키스 더 라디오》 | 첸, 세훈 (스페셜 DJ)     |

### 음악 프로그램
| 연도   | 날짜                               | 방송사    | 제목               | 출연                                 |
| ------ | ---------------------------------- | --------- | ------------------ | ------------------------------------ |
| 2012년 | 2012년 4월 12일                    | 엠넷      | 《엠카운트다운》   | 수호, 카이 (스페셜 MC)               |
| 2012년 | 2012년 5월 27일                    | SBS       | 《인기가요》       | 카이 (스페셜 MC)                     |
| 2013년 | 2013년 6월 7일                     | KBS2      | 《뮤직뱅크》703회  | 백현, 찬열, 디오, 시우민 (스페셜 MC) |
| 2013년 | 2013년 7월 12일                    | KBS2      | 《뮤직뱅크》707회  | 수호, 찬열, 디오 (스페셜 MC)         |
| 2013년 | 2013년 8월 1일                     | 엠넷      | 《엠카운트다운》   | 찬열 (스페셜 MC)                     |
| 2013년 | 2013년 8월 2일                     | KBS2      | 《뮤직뱅크》710회  | 백현(스페셜 MC)                      |
| 2013년 | 2013년 8월 11일                    | SBS       | 《인기가요》       | 카이 (스페셜 MC)                     |
| 2013년 | 2013년 8월 23일                    | KBS2      | 《뮤직뱅크》713회  | 백현, 찬열, 카이, 세훈 (스페셜 MC)   |
| 2013년 | 2013년 9월 6일                     | KBS2      | 《뮤직뱅크》715회  | 백현, 찬열 (스페셜 MC)               |
| 2013년 | 2013년 9월 28일                    | MBC       | 《쇼! 음악중심》   | 시우민 (스페셜 MC)                   |
| 2013년 | 2013년 10월 5일                    | MBC       | 《쇼! 음악중심》   | 찬열 (스페셜 MC)                     |
| 2013년 | 2013년 10월 6일                    | SBS       | 《인기가요》       | 백현 (스페셜 MC)                     |
| 2013년 | 2013년 12월 13일                   | KBS2      | 《뮤직뱅크》726회  | 백현, 첸 (스폐셜 MC)                 |
| 2013년 | 2013년 12월 18일                   | MBC MUSIC | 《쇼 챔피언》      | 수호, 시우민 (스페셜 MC)             |
| 2014년 | 2014년 1월 4일                     | MBC       | 《쇼! 음악중심》   | 시우민, 세훈 (스페셜 MC)             |
| 2014년 | 2014년 2월 16일 ~ 2014년 12월 14일 | SBS       | 《인기가요》       | 수호, 백현 (고정 MC)                 |
| 2014년 | 2014년 3월 8일                     | MBC       | 《쇼! 음악중심》   | 시우민 (스페셜 MC)                   |
| 2014년 | 2014년 11월 12일 방송              | KBS2      | 뮤직뱅크 인 멕시코 | 찬열 (MC)                            |
| 2015년 | 2015년 4월 11일                    | MBC       | 《쇼! 음악중심》   | 첸 (스페셜 MC)                       |
| 2015년 | 2015년 5월 2일                     | MBC       | 《쇼! 음악중심》   | 찬열 (스페셜 MC)                     |
| 2016년 | 2016년 6월 24일                    | KBS2      | 《뮤직뱅크》842회  | 찬열 (스페셜 MC)                     |
| 2016년 | 2016년 12월 26일                   | SBS       | 《SAF 가요대전》   | 백현 (공동 MC)                       |
| 2017년 | 2017년 12월 31일                   | MBC       | 《가요대제전》     | 수호 (공동 MC)                       |

## 작품 목록

### 영화
| 년도 | 제목                       | 출연   | 역할        | 참고                 |
| ---- | -------------------------- | ------ | ----------- | -------------------- |
| 2014 | 《카트》                   | 디오   | 최태영      | 디오의 영화 데뷔작   |
| 2015 | 《장수상회》               | 찬열   | 박민성      | 찬열의 영화 데뷔작   |
| 2015 | 《봉이 김선달》            | 시우민 | 견이        | 시우민의 영화 데뷔작 |
| 2016 | 《나는 안티팬과 결혼했다》 | 찬열   | 후준        | 중국 영화            |
| 2016 | 《순정》                   | 디오   | 범실        |                      |
| 2016 | 《형》                     | 디오   | 고두영      |                      |
| 2016 | 《글로리데이》             | 수호   | 정상우      | 수호의 영화 데뷔작   |
| 2017 | 《7호실》                  | 디오   | 태정        |                      |
| 2017 | 《신과함께: 죄와 벌》      | 디오   | 원일병      |                      |
| 2018 | 《스윙키즈》               | 디오   | 로기수      |                      |
| 2018 | 《언더독》                 | 디오   | 뭉치 목소리 | 애니메이션 영화      |
| 2022 | 《해적: 도깨비 깃발》      | 세훈   | 한궁        | 세훈의 영화 데뷔작   |

### 드라마
| 년도      | 방송사  | 제목                        | 출연       | 역할                 | 비고                      |
| --------- | ------- | --------------------------- | ---------- | -------------------- | ------------------------- |
| 2012      | SBS     | 《아름다운 그대에게》       | EXO-K      | 카메오 출연          | 2회                       |
| 2013      | JTBC    | 《로얄 빌라》               | 찬열, 세훈 | 게스트 출연          | 2회                       |
| 2013      | KBS2    | 《총리와 나》               | 수호       | 카메오 출연          | 11회, 12회                |
| 2014      | SBS     | 《괜찮아, 사랑이야》        | 디오       | 한강우 (조연)        | 수목 드라마               |
| 2015      | LINE TV | 《우리 옆집에 EXO가 산다》  | EXO        | 본인 (주연)          | 웹드라마                  |
| 2015      | KBS2    | 《너를 기억해》             | 디오       | 이준영 (특별출연)    | 월화 드라마               |
| 2015      | LIVE TV | 《도전에 반하다》           | 시우민     | 나도전 (주연)        | 삼성그룹 제작, 웹드라마   |
| 2016      | LIVE TV | 《초코 뱅크》               | 카이       | 김은행 (주연)        | 웹드라마                  |
| 2016      | SBS     | 《달의 연인 - 보보경심 려》 | 백현       | 왕은 (10황자) (조연) | 월화 드라마 (1회~16회)    |
| 2016      | LIVE TV | 《긍정이 체질》             | 디오       | 김환동 (주연)        | 삼성그룹 제작, 웹드라마   |
| 2016      | LIVE TV | 《첫 키스만 일곱번째》      | 카이       | 카이 (주연)          | 롯데면세점 제작, 웹드라마 |
| 2016      | KBS2    | 《안단테》                  | 카이       | 이시경 (주연)        | 일요 드라마 (1회~16회)    |
| 2016      | MBC     | 《미씽9》                   | 찬열       | 이열 (조연)          | 수목 드라마 (1회~16회)    |
| 2018      | Wavve   | 《독고 리와인드》           | 세훈       | 강혁 (주연)          | 웹드라마 (1회~20회)       |
| 2018      | KBS2    | 《우리가 만나 기적》        | 카이       | 아토 (조연)          | 월화 드라마 (1회~18회)    |
| 2021~2022 | SBS     | 《지금, 헤어지는 중입니다》 | 세훈       | 황치형 (조연)        | 금토 드라마 (1회~16회)    |

### 뮤지컬
| 년도      | 제목               | 출연   | 역할       | 참고                   |
| --------- | ------------------ | ------ | ---------- | ---------------------- |
| 2014      | 《싱잉인더레인》   | 백현   | 돈 락우드  | 백현의 뮤지컬 데뷔작   |
| 2015      | 《인더하이츠》     | 첸     | 베니       | 첸의 뮤지컬 데뷔작     |
| 2017~2018 | 《더 라스트 키스》 | 수호   | 루돌프     | 수호의 뮤지컬 데뷔작   |
| 2018~2020 | 《웃는 남자》      | 수호   | 웃는 남자  |                        |
| 2021~2022 | 《하데스타운》     | 시우민 | 오르페우스 | 시우민의 뮤지컬 데뷔작 |

## 예능 프로그램(고정)
| 년도 | 방송사     | 제목                         | 출연                           | 참고             |
| ---- | ---------- | ---------------------------- | ------------------------------ | ---------------- |
| 2013 | MBC every1 | 《EXO의 쇼타임》             | EXO                            | 전 12회          |
| 2014 | SBS        | 《일요일이 좋다 - 룸메이트》 | 찬열                           | 고정 출연        |
| 2014 | Mnet       | 《뜨거운 순간 xoxo, EXO》    | EXO                            | 전 4회           |
| 2014 | Mnet       | 《EXO 90:2014》              | EXO                            | 전 11회          |
| 2014 | LINE TV    | 《SurpLINEs - EXO편》        | 시우민, 찬열, 타오, 카이, 세훈 | 전 3회           |
| 2015 | KBS2       | 《두근두근 인도》            | 수호                           | 전 4회           |
| 2015 | TV 도쿄    | 《EXO CHANNEL》              | EXO                            | 일본 레귤러 방송 |
| 2018 | Netflix    | 범인은 바로 너               | 세훈                           | 전 10회          |
| 2019 | Netflix    | 범인은 바로 너               | 세훈                           | 전 10회          |
| 2021 | Netflix    | 범인은 바로 너               | 세훈                           | 전 8회           |

### 게스트 출연
| 날짜                          | 방송사                | 제목                                                                     | 출연                                                  |
| ----------------------------- | --------------------- | ------------------------------------------------------------------------ | ----------------------------------------------------- |
| 2012년 7월 7일                | KBS1                  | 《도전 골든벨》                                                          | EXO-K                                                 |
| 2013년 2월 11일               | MBC                   | 《설특집 - 2013 아이돌 스타 육상 양궁 선수권 대회》                      | 수호, 백현, 찬열, 타오, 세훈                          |
| 2013년 7월 1일                | 엠넷                  | 《비틀즈 코드2》                                                         | 세훈, 수호, 첸, 찬열, 카이                            |
| 2013년 7월 6일                | SBS                   | 《스타킹》                                                               | 시우민, 수호, 백현, 카이, 세훈                        |
| 2013년 7월 7일                | SBS                   | 《도전 천곡》                                                            | 찬열, 디오, 첸                                        |
| 2013년 7월 8일                | KBS2                  | 《대국민 토크쇼 안녕하세요》131회                                        | 수호, 찬열                                            |
| 2013년 7월 10일               | MBC every1            | 《주간 아이돌》                                                          | EXO                                                   |
| 2013년 7월 13일               | SBS                   | 《스타킹》                                                               | 시우민, 수호, 백현, 카이, 세훈                        |
| 2013년 7월 27일               | SBS                   | 《스타킹》                                                               | 시우민, 수호, 백현, 카이, 세훈                        |
| 2013년 8월 8일                | KBS2                  | 《슈퍼 독》                                                              | EXO                                                   |
| 2013년 8월 10일               | MBC                   | 《우리 결혼했어요》                                                      | 수호, 찬열 (특별 출연)                                |
| 2013년 8월 14일               | MBC every1            | 《주간 아이돌》                                                          | EXO                                                   |
| 2013년 8월 17일               | KBS2                  | 《불후의 명곡 - 전설을 노래하다》                                        | 수호, 백현, 첸, 찬열                                  |
| 2013년 8월 17일               | SBS                   | 《스타킹》                                                               | 시우민, 수호, 백현, 카이, 세훈                        |
| 2013년 8월 23일               | KBS2, KBS WORLD       | 《글로벌 리퀘스트 쇼 어송포유》                                          | EXO                                                   |
| 2013년 8월 24일               | MBC                   | 《무한도전》                                                             | EXO (무한도전 응원단 첫 번째 이야기 편)               |
| 2013년 8월 26일               | 엠넷                  | 《비틀즈 코드 2》                                                        | 디오, 레이, 세훈, 시우민, 수호, 백현                  |
| 2013년 8월 30일               | KBS2, KBS WORLD       | 《글로벌 리퀘스트 쇼 어송포유》                                          | EXO                                                   |
| 2013년 8월 31일               | Y-Star                | 《식신 로드》                                                            | 시우민, 타오                                          |
| 2013년 8월 31일               | KBS2                  | 《불후의 명곡 - 전설을 노래하다》                                        | 디오, 레이, 첸, 세훈, 시우민, 백현, 카이              |
| 2013년 9월 1일                | KBS1                  | 《도전 골든벨》                                                          | 시우민, 수호, 백현, 첸, 레이                          |
| 2013년 9월 1일                | KBS2                  | 《해피선데이 - 맘마미아》                                                | 찬열                                                  |
| 2013년 9월 14일               | KBS2                  | 《불후의 명곡 - 전설을 노래하다》                                        | 시우민, 백현, 첸, 디오                                |
| 2013년 9월 19일               | MBC                   | 《추석특집 - 2013 아이돌 육상 풋살 양궁 선수권 대회》                    | 시우민, 수호, 백현, 카이, 세훈                        |
| 2013년 9월 20일               | SBS                   | 《추석특집 - 스타 페이스오프》                                           | 디오, 레이, 첸, 찬열                                  |
| 2013년 9월 28일               | MBC                   | 《세상을 바꾸는 퀴즈 세바퀴》                                            | 백현                                                  |
| 2013년 10월 28일              | KBS2                  | 《대국민 토크쇼 안녕하세요》                                             | 카이, 레이                                            |
| 2013년 11월 10일, 17일        | SBS                   | 《일요일이 좋다 - 런닝맨》                                               | EXO (코리아 몬스터/선발 등판 With 수지 편)            |
| 2013년 12월 9일, 12일         | 로엔 TV (유투브)      | 《EXO's 오븐 라디오》                                                    | EXO                                                   |
| 2013년 12월 20일              | SBS                   | 《정글의 법칙 in 미크로네시아》                                          | 찬열                                                  |
| 2014년 6월 2일                | SBS 스포츠            | 《제4회 아시안드림컵》                                                   | 시우민                                                |
| 2014년 6월 12일               | MBC                   | 《브라질 월드컵 특집 - 2014 아이돌 풋살 월드컵》                         | 시우민,                                               |
| 2014년 7월 27일               | SBS                   | 《일요일이 좋다 - 룸메이트》                                             | 백현                                                  |
| 2014년 8월 17일               | SBS                   | 《일요일이 좋다 - 런닝맨》                                               | 카이, 세훈 (삼각 미스터리 편)                         |
| 2015년 1월 5일, 12일          | SBS                   | 《슈퍼주니어M의 게스트하우스》                                           | 수호, 첸                                              |
| 2015년 2월 19일               | MBC                   | 《설특집 - 2015 아이돌스타 육상 농구 풋살 양궁 선수권 대회》             | 시우민                                                |
| 2015년 2월 19일               | KBS2                  | 《설특집 - 2015 스타 골든벨》                                            | 찬열                                                  |
| 2015년 4월 11일, 18일         | JTBC                  | 《나홀로 연애중 - 남자특집》                                             | 찬열                                                  |
| 2015년 4월 13일               | KBS2                  | 《대국민 토크쇼 안녕하세요》220회                                        | 백현, 첸, 찬열                                        |
| 2015년 4월 29일, 5월 6일,13일 | JTBC                  | 《크라임씬 2》                                                           | 시우민                                                |
| 2015년 4월 30일, 5월 7일      | tvN                   | 《뇌섹시대 - 문제적남자》                                                | 수호                                                  |
| 2015년 5월 24일               | KBS2                  | 《해피선데이 - 슈퍼맨이 돌아왔다》                                       | 백현, 찬열                                            |
| 2015년 5월 30일               | SBS                   | 《동상이몽, 괜찮아 괜찮아》                                              | 찬열                                                  |
| 2015년 6월 12일               | KBS2                  | 《유희열의 스케치북》                                                    | EXO                                                   |
| 2015년 7월 26일               | MBC                   | 《일밤 - 복면가왕》                                                      | 수호 (패널)                                           |
| 2015년 8월 15일               | KBS1                  | 《광복70주년 국민대합창 - 나는 대한민국》                                | EXO                                                   |
| 2015년 8월 27일               | MBC                   | 《일밤 - 복면가왕》                                                      | 첸 (참가자)                                           |
| 2015년 9월 29일               | MBC                   | 《추석특집 - 능력자들》                                                  | 백현 (패널)                                           |
| 2015년 10월 3일               | JTBC                  | 《히든싱어 시즌4》                                                       | 수호 (패널)                                           |
| 2015년 10월 17일              | SBS                   | 《오! 마이 베이비》                                                      | 카이                                                  |
| 2015년 11월 6일               | Mnet                  | 《언프리티 랩스타2》                                                     | 찬열 (특별 출연)                                      |
| 2016년 2월 9일, 10일          | MBC                   | 《설특집 - 2016 아이돌스타 육상 씨름 풋살 양궁 선수권대회》              | 시우민                                                |
| 2016년 2월 24일               | MBC                   | 《황금어장 - 라디오스타》                                                | 첸 ("오빤 중국 스타일~" 특집!)                        |
| 2016년 7월 7일                | KBS2                  | 《해피투게더 시즌3》456회                                                | 수호, 찬열, 첸 ('믿. 보. 아 (믿고 보는 아이들)' 특집) |
| 2016년 8월 31일, 9월 17일     | MBC                   | 《무한도전》                                                             | EXO (무한도전 - <댄싱킹> 편)                          |
| 2016년 9월 18일               | KBS2                  | 《해피선데이 - 슈퍼맨이 돌아왔다》                                       | 첸, 시우민                                            |
| 2016년 9월 19일, 9월 26일     | MBC MUSIC, MBC every1 | 《스타쇼 360》                                                           | EXO                                                   |
| 2016년 11월 5일               | KBS2                  | 《유희열의 스케치북》                                                    | 시우민, 백현, 첸                                      |
| 2017년 1월 30일               | MBC                   | 《설특집 - 2017 아이돌스타 육상 양궁 리듬체조 에어로빅 선수권 대회》     | EXO                                                   |
| 2017년 4월 11일               | SBS                   | 《마스터키》                                                             | 찬열                                                  |
| 2017년 7월 9일                | SBS                   | 《판타스틱 듀오 시즌2》                                                  | 첸                                                    |
| 2017년 7월 12일               | JTBC                  | 《한끼줍쇼》                                                             | 수호, 찬열 (제주도 특집)                              |
| 2017년 7월 22일               | JTBC                  | 《아는형님》                                                             | EXO                                                   |
| 2017년 8월 24일, 8월 31일     | KBS2                  | 《해피투게더 시즌3》                                                     | 카이 (여름방학특집 스타골든벨)                        |
| 2017년 11월 6일               | KBS2                  | 《대국민 토크쇼 안녕하세요》                                             | 수호, 세훈                                            |
| 2018년 2월 15일, 2월 16일     | MBC                   | 《설특집 - 2018 아이돌스타 육상 볼링 양궁 리듬체조 에어로빅 선수권대회》 | 찬열 (볼링 경기 참여)                                 |
| 2018년 12월 22일              | JTBC                  | 《아는형님》                                                             | EXO                                                   |
| 2018년 12월 23일              | MBC                   | 《일밤 - 복면가왕》                                                      | 수호 (패널)                                           |
| 2018년 12월 23일              | KBS2                  | 《해피선데이 - 슈퍼맨이 돌아왔다》                                       | 찬열, 카이                                            |

## 광고
| 연도          | 기업명                 | 브랜드명                                                 | 종류                  | 출연                                                                              | 국가          |
| ------------- | ---------------------- | -------------------------------------------------------- | --------------------- | --------------------------------------------------------------------------------- | ------------- |
| 2012년        | 현대자동차             | PYL '벨로스터' 주제곡 'MAXSTEP'                          | 자동차                | 카이, 루한                                                                        | 대한민국      |
| 2012년        | (주)캘빈클라인 코리아  | 캘빈클라인 진                                            | 의류                  | EXO-K                                                                             | 대한민국      |
| 2012년        | LG생활건강             | 더 페이스샵                                              | 화장품                | EXO-K                                                                             | 대한민국      |
| 2012년        | 삼성전자               | '아티브 스마트 PC' 글로벌 온라인 광고                    | 노트 PC               | EXO-K                                                                             | 대한민국      |
| 2012~2014년   | 해태htb                | 써니텐 블라스트                                          | 음료                  | EXO-K (2013년부터 EXO 멤버 전원 출연)                                             | 대한민국      |
| 2012년~2016년 | (주)아이비클럽         | 아이비클럽                                               | 학생복                | EXO-K (with 김유정(2012~2013), 서예지(2014, 아이린(2014~2015), 한성연(2015~2016)) | 대한민국      |
| 2013년        | SKT                    | LTE 눝                                                   | 통신사                | EXO (with 윤아, 설리)                                                             | 대한민국      |
| 2013년        | 넷마블 게임즈          | '다함께 붕붕붕'                                          | 모바일 게임           | EXO                                                                               | 대한민국      |
| 2013년~현재   | (주)네이처리퍼블릭     | 네이처리퍼블릭                                           | 화장품                | EXO (with 태연(2013~2016), 박혜수(2016~2017)                                      | 아시아 퍼시픽 |
| 2014년        | (주)AIMA Mix Bicycle   | AIMA Mix Bicycle                                         | 자전거                | EXO                                                                               | 중국          |
| 2014년        | (주)Meilishuo          | Meilishuo                                                | 패션 쇼핑몰           | EXO-M                                                                             | 중국          |
| 2014년        | 롯데제과               | 월드콘                                                   | 아이스크림            | EXO-K                                                                             | 대한민국      |
| 2014년        | 넷마블 게임즈          | '몬스터 길들이기'                                        | 모바일 게임           | EXO                                                                               | 대한민국      |
| 2014년        | 롯데제과               | 크런키                                                   | 초콜릿                | EXO                                                                               | 대한민국      |
| 2014년        | 코오롱 인더스트리(주)  | 코오롱 스포츠 '무브 엑소', '안타티카 VS 뉴벤텀'          | 아웃도어              | EXO                                                                               | 대한민국      |
| 2014년        | 성주 인터내셔널        | MCM                                                      | 패션잡화브랜드        | EXO                                                                               | 아시아 퍼시픽 |
| 2014년        | 비알코리아             | 배스킨라빈스 31                                          | 아이스크림            | EXO-K (with 샤이니, 에프엑스)                                                     | 대한민국      |
| 2014년~현재   | 롯데제과               | 빼빼로                                                   | 과자                  | EXO-K (with 레드벨벳(2014))                                                       | 대한민국      |
| 2014년~현재   | 롯데호텔               | 롯데면세점                                               | 쇼핑몰                | EXO                                                                               | 아시아 퍼시픽 |
| 2015~2016년   | 올댓스토리             | 엿츠(Yutts) - 콜라보레이션 제품(엑소 엿츠 스위트 에너지) | 긍정에너지푸드        | EXO                                                                               | 대한민국      |
| 2015~2016년   | 이랜드                 | 스파오                                                   | 캐주얼의류            | EXO (with AOA)                                                                    | ,             |
| 2015~2016년   | 롯데월드               | 롯데월드 어드벤처                                        | 테마파크              | EXO                                                                               | 대한민국      |
| 2015~2016년   | (주)캉슬푸             | 캉스푸 빙홍차                                            | 아이스티 음료         | EXO                                                                               | 중국          |
| 2015~2016년   | KFC (중국 지사)        | KFC                                                      | 패스트푸드 프랜차이즈 | EXO                                                                               | 중국          |
| 2016년        | 지앤푸드               | 굽네치킨                                                 | 오븐치킨 프랜차이즈   | EXO                                                                               | 대한민국      |
| 2016~2017년   | 스케쳐스 코리아        | 스케쳐스                                                 | 슈즈                  | EXO (with 레드벨벳)                                                               | 대한민국      |
| 2016~2017년   | 리녹스 코리아          | 햇츠온                                                   | 모자 브랜드           | EXO                                                                               | 대한민국      |
| 2017년        | 타미힐피거 코리아      | 타미힐피거 F/W 시즌                                      | 의류                  | 찬열                                                                              | 대한민국      |
| 2018년~현재   | (주)F&F (MLB 코리아)   | MLB                                                      | 캐주얼 의류           | EXO                                                                               | 대한민국      |
| 2018년~현재   | 리바이스트라우스코리아 | 2018 스프링 캠페인 ‘LIVE IN LEVI’S’                      | 데님 의류             | 카이                                                                              | 대한민국      |
| 2020년~현재   | 오비맥주               | 카스프레시 콜드 브루드                                   | 주류                  | EXO-SC                                                                            | 대한민국      |

## 홍보대사
*2018년6월 한국관광 명예홍보대사

| 연도          | 경력                                                  |
| ------------- | ----------------------------------------------------- |
| 2012년 ~ 현재 | - EXO-K : RCY 홍보대사                                |
| 2014년 ~ 현재 | - EXO : 강남구 홍보대사 - EXO-K : C-페스티벌 홍보대사 |
| 현재          | - 김준면: 순천만 홍보 대사                            |